# 깍지꼬리쥐
깍지꼬리쥐(Mus fragilicauda)는 쥐과 생쥐속에 속하는 설치류의 일종이다. 태국 중부와 라오스에서 발견된다. 2002년 발견되어 기재되었다. 손을 대면 꼬리 껍질이 벗겨지는 유일한 생쥐속 종이다. 엷은황갈색쥐와 함께 발견되기도 한다.

## 분포 지역
태국 나콘랏차시마 주의 반 농 상가와 툼본에서 발견된 기록이 있다. 태국 르이와 라오스 세콩 주 라맘에서도 발견된 적이 있다.